# 3-й округ департамента Кальвадос
3-й избирательный округ департамента Кальвадос включает восемьдесят три коммуны округа Кан и сто пять коммун округа Лизьё. Общая численность избирателей, включенных в списки для голосования в 2012 г. — 78 453 чел.
Избранным депутатом Национального собрания по 3-му округу является Клотильда Вальтер (Clotilde Valter, Социалистическая партия).
|  | Начало срока      | Конец срока       | Депутат           | Партия                             |
|  | ----------------- | ----------------- | ----------------- | ---------------------------------- |
|  | 20 июня 2012 г.   | 19 июня 2017 г.   | Клотильда Вальтер | Социалистическая партия            |
|  | 20 июня 2007 г.   | 19 июня 2012 г.   | Клод Летёртр      | Новый центр                        |
|  | 19 июня 2002 г.   | 19 июня 2007 г.   | Клод Летёртр      | Союз за французскую демократию     |
|  | 12 июня 1997 г.   | 18 июня 2002 г.   | Иветт Руди        | Социалистическая партия            |
|  | 02 апреля 1993 г. | 21 апреля 1997 г. | Андре Фантон      | Объединение в поддержку Республики |
|  | 23 июня 1988 г.   | 01 апреля 1993 г. | Иветт Руди        | Социалистическая партия            |

## Результаты выборов
Выборы депутатов Национального собрания 2012 г.:
|                | Кандидат          | Партия                  | Первый тур | Первый тур     | Второй тур | Второй тур |
| Кол-во голосов | Кандидат          | Партия                  | % голосов  | Кол-во голосов | % голосов  |            |
| -------------- | ----------------- | ----------------------- | ---------- | -------------- | ---------- | ---------- |
|                | Клотильда Вальтер | Социалистическая партия | 17 354     | 38,52          | 23 010     | 51,20      |
|                | Клод Летёртр      | Новый центр             | 15 656     | 34,75          | 21 934     | 48,80      |
|                | Сандрин Линаре    | Национальный фронт      | 6 702      | 14,88          |            |            |
|                | Серж Луазо        | Левый фронт             | 2 039      | 4,53           |            |            |
|                | Сабин Мишо        | Партия зеленых          | 1 539      | 3,42           |            |            |
|                | Кристин Анно      | Разные правые           | 1 063      | 2,36           |            |            |
| Прочие         | Прочие            | Прочие                  |            | менее 1 %      |            |            |

Выборы депутатов Национального собрания 2007 г.:
|                | Кандидат          | Партия                            | Первый тур | Первый тур     | Второй тур | Второй тур |
| Кол-во голосов | Кандидат          | Партия                            | % голосов  | Кол-во голосов | % голосов  |            |
| -------------- | ----------------- | --------------------------------- | ---------- | -------------- | ---------- | ---------- |
|                | Клод Летёртр      | Новый центр                       | 13 171     | 29,94          | 22 633     | 52,84      |
|                | Клотильда Вальтер | Социалистическая партия           | 12 411     | 28,21          | 20 197     | 47,16      |
|                | Эрик Леэреси      | Разные правые                     | 9 767      | 22,20          |            |            |
|                | Марсель Базиль    | Национальный фронт                | 1 456      | 3,31           |            |            |
|                | Брижитт Жакоб     | Крайне левые                      | 1 211      | 2,75           |            |            |
|                | Флави Паке        | Охота, рыбалка, природа, традиции | 1 145      | 2,60           |            |            |
|                | Лоранс Моран      | Партия зеленых                    | 1 092      | 2,48           |            |            |
|                | Серж Луазо        | Коммунистическая партия           | 855        | 1,94           |            |            |
|                | Поль Мерсье       | Движение за Францию               | 601        | 1,37           |            |            |
|                | Три Май Трам Тран | Крайне левые                      | 528        | 1,20           |            |            |
|                | Мари-Клод Эрбу    | Крайне левые                      | 517        | 1,18           |            |            |
|                | Ален Анжелини     | Экологисты                        | 450        | 1,02           |            |            |
| Прочие         | Прочие            | Прочие                            |            | менее 1 %      |            |            |